# Sverre Patursson
Sverre Patursson (22. september 1871 – 10. november 1960) var en færøsk forfatter, digter, journalist, redaktør og miljøaktivist.

## Værker

### Egne værker
- Dagdjølja, 1901
- Nøkur orð um hin føroyska dansin (Nogle ord om den færøske dans), 1908
- Fra Færøernes næringsveie i tekst og billeder, Kria. 1918[2]
- Móti loysing (politiske artikler), 1925
- Landaskipan og figgjarlig viðurskiftur i fristatinum Føroyar (politiske artikler), 1928
- Fuglar og folk (noveller og essays), 1935, (2. udg. 1968)
- Fuglar og fólk. Kirkjubøur: Øssur Patursson, 1968. (176 s.)
- Fram við Sugguni : søgur, greinir, røður og yrkingar. (historier, artikler, taler og digte, efterladte arbejder). Tórshavn: Emil Thomsen, 1971. (172 s.)
- Fuglaframi: 1898-1902. Tórshavn: Offset-prent, Emil Thomsen, 1972 (408 s., samlede udgaver)
- Fra Færøernes næringsveie i tekst og billeder : med historisk oversigt. Tórshavn: Sjóvinnubankin, 1982. (76 s.)
- Ábal og aðrar søgur Tórshavn: Føroya skúlabókagrunnur, (Ábal og andre noveller) 2. opl. 2004. (45 s., skolebog)[3]

### Oversættelser
- Robinson Kruso - Daniel Defoe (oversat til færøsk af Sverre Patursson), 1914 (2. udg. 1968)